# Park Seh-jik

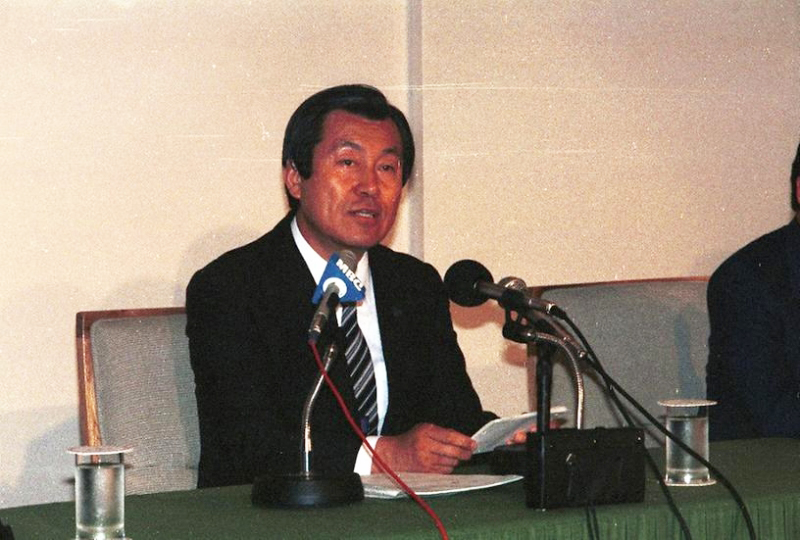
Park Seh-jik, 1986

Park Seh-jik (* 18. September 1933; † 27. Juli 2009) war ein südkoreanischer Sportfunktionär und Politiker. Als Präsident des Organisationskomitees leitete er die Organisation der Olympischen Sommerspiele 1988 in Seoul.

## Karriere
Park begann seine Karriere beim Militär. 1956 absolvierte er die Militärakademie und studierte anschließend an der Universität von Südkalifornien. Nach dem Studium diente er in verschiedenen militärischen Einheiten, bis er stellvertretender Direktor der Nationalen Sicherheitsagentur wurde. 1982 wurde er als Generalmajor aus dem Dienst entlassen. Park Seh-jik wurde 1985 als Minister für Regierungsverwaltung berufen. Im selben Jahr, nur zwei Monate später, wurde er unter Roh Tae-woo Vizepräsident des Seoul Olympic Organizing Committee. Er folgte am 7. Januar 1986 Lee Yonh-ho auf den Posten des Sportministers. Am 13. März 1986 übernahm er schließlich den Vorsitz des Organisationskomitees für die Olympischen Spiele, nachdem Roh den Parteivorsitz der Demokratischen Gerechtigkeitspartei übernommen hatte. Diese Position behielt er bis zu den Spielen.
Am 7. Mai 1986 wurde Park zum Präsidenten des Organisationskomitees der Olympischen Spiele von Seoul ernannt.
Nach dem Ende der Olympischen Spiele übernahm er verschiedene Aufgaben im südkoreanischen NOK, bis er 2006 zum Präsidenten der Korean Veterans’ Association gewählt wurde. Vom 27. Dezember 1990 bis 19. Februar 1991 war er Bürgermeister von Seoul und von 1992 bis 2000 Abgeordneter zur südkoreanischen Nationalversammlung.

## Privatleben
Park war verheiratet und hatte drei Kinder, zwei Söhne und eine Tochter.